# Lata 40. XX wieku
Lata 40. XX wieku
Stulecia: XIX wiek ~ XX wiek ~ XXI wiek
Dziesięciolecia: 1890–1899 « 1900–1909 « 1910–1919 « 1920–1929 « 1930–1939 « 1940–1949 » 1950–1959 » 1960–1969 » 1970–1979 » 1980–1989 » 1990–1999
Lata: 1940 • 1941 • 1942 • 1943 • 1944 • 1945 • 1946 • 1947 • 1948 • 1949

## Wydarzenia

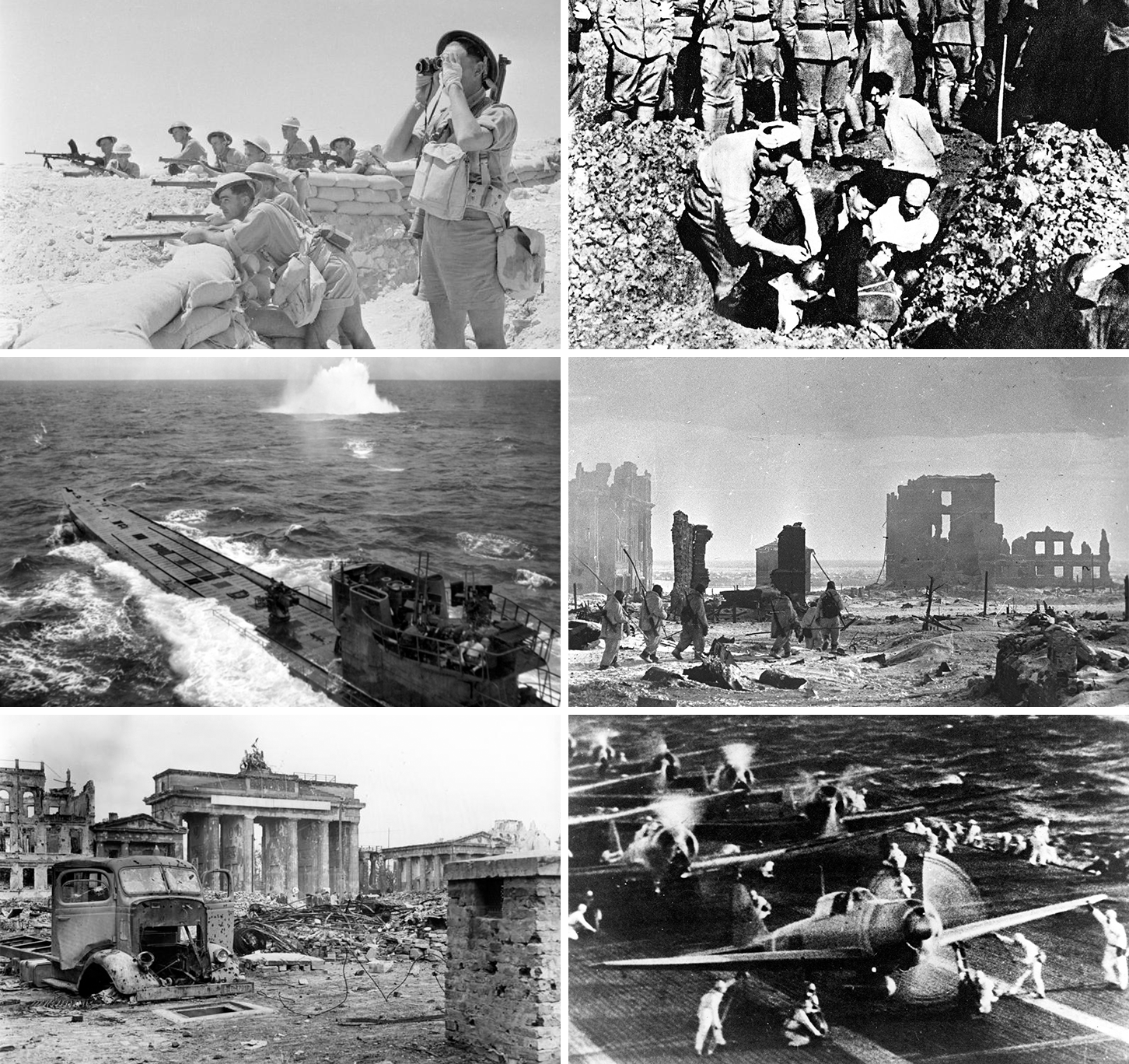
II wojna światowa 1939–1945.

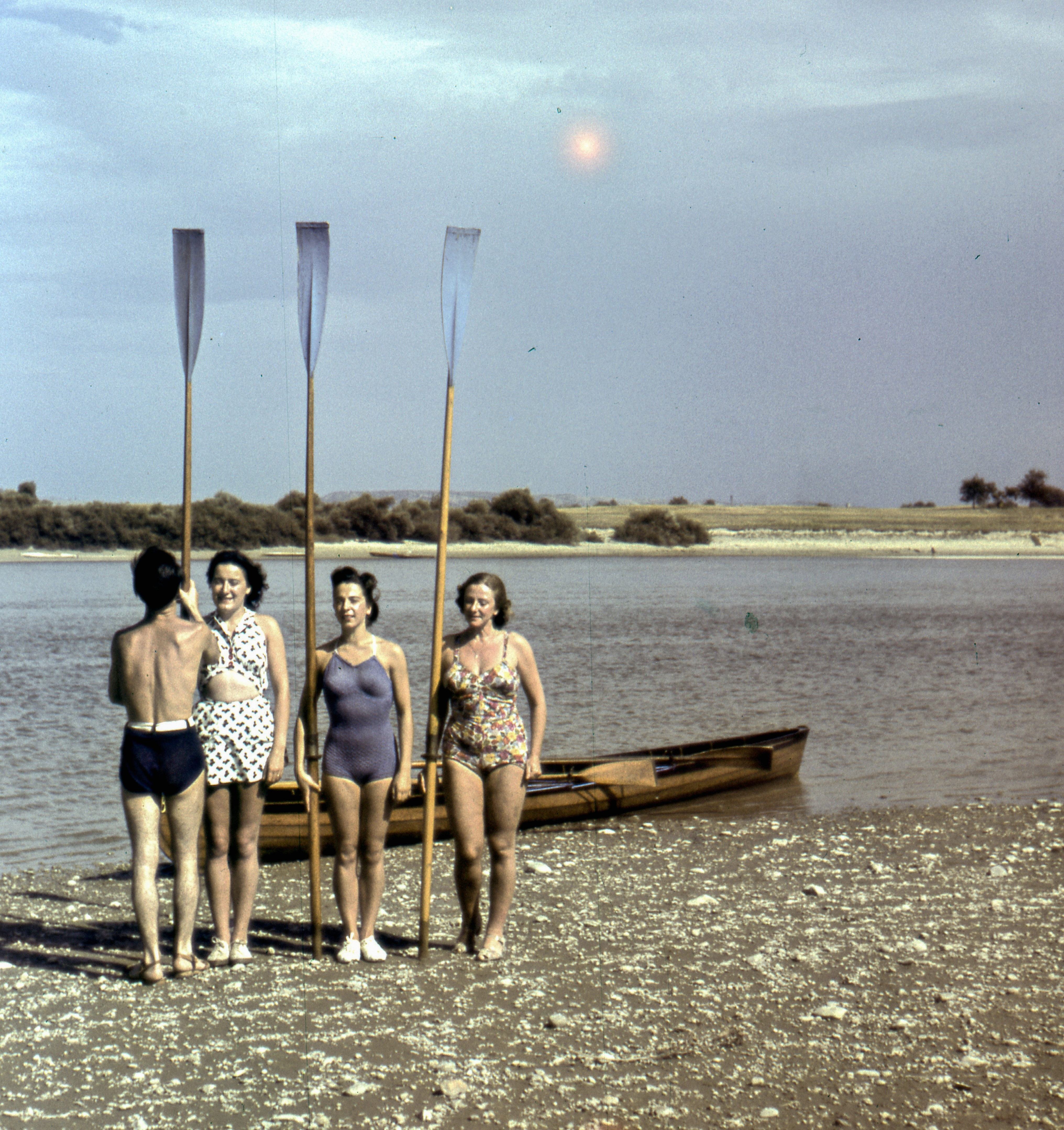
Węgry w 1942

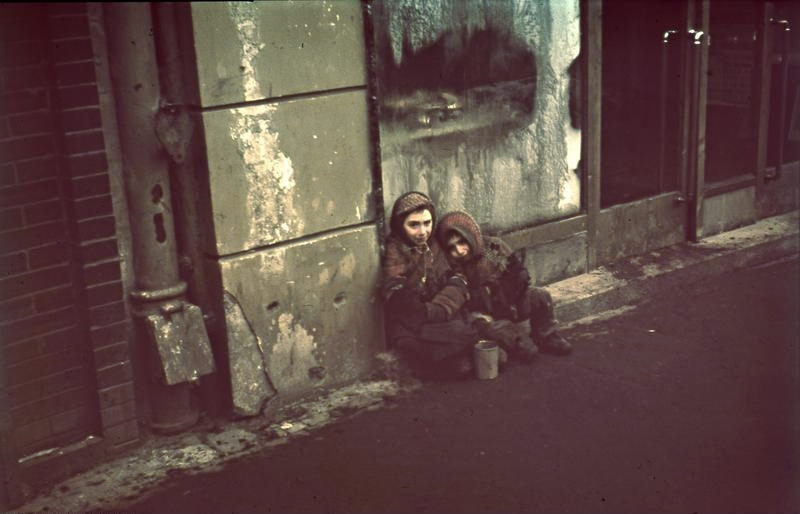
Getto warszawskie (1940–1943)

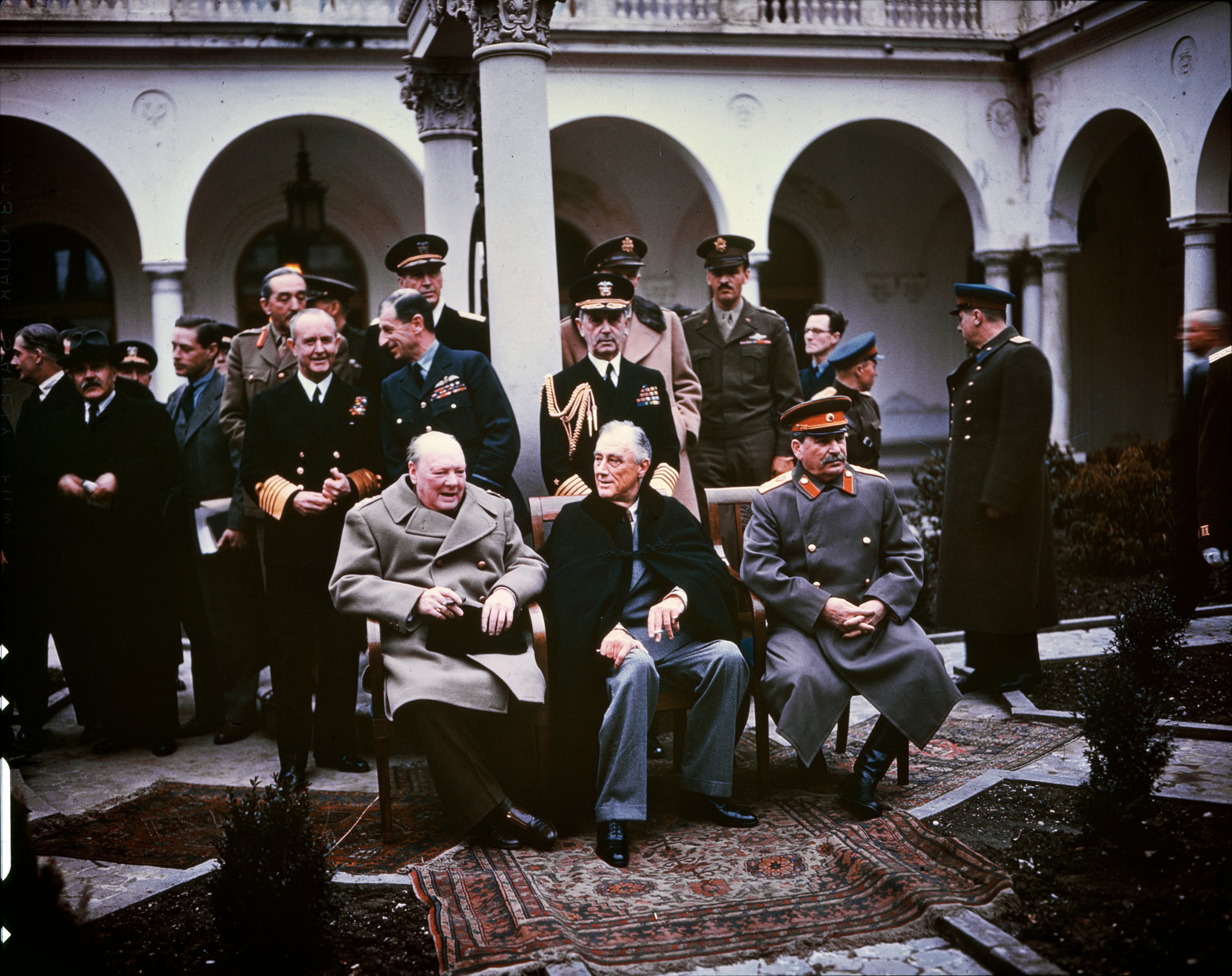
Konferencja w Jałcie (luty 1945)

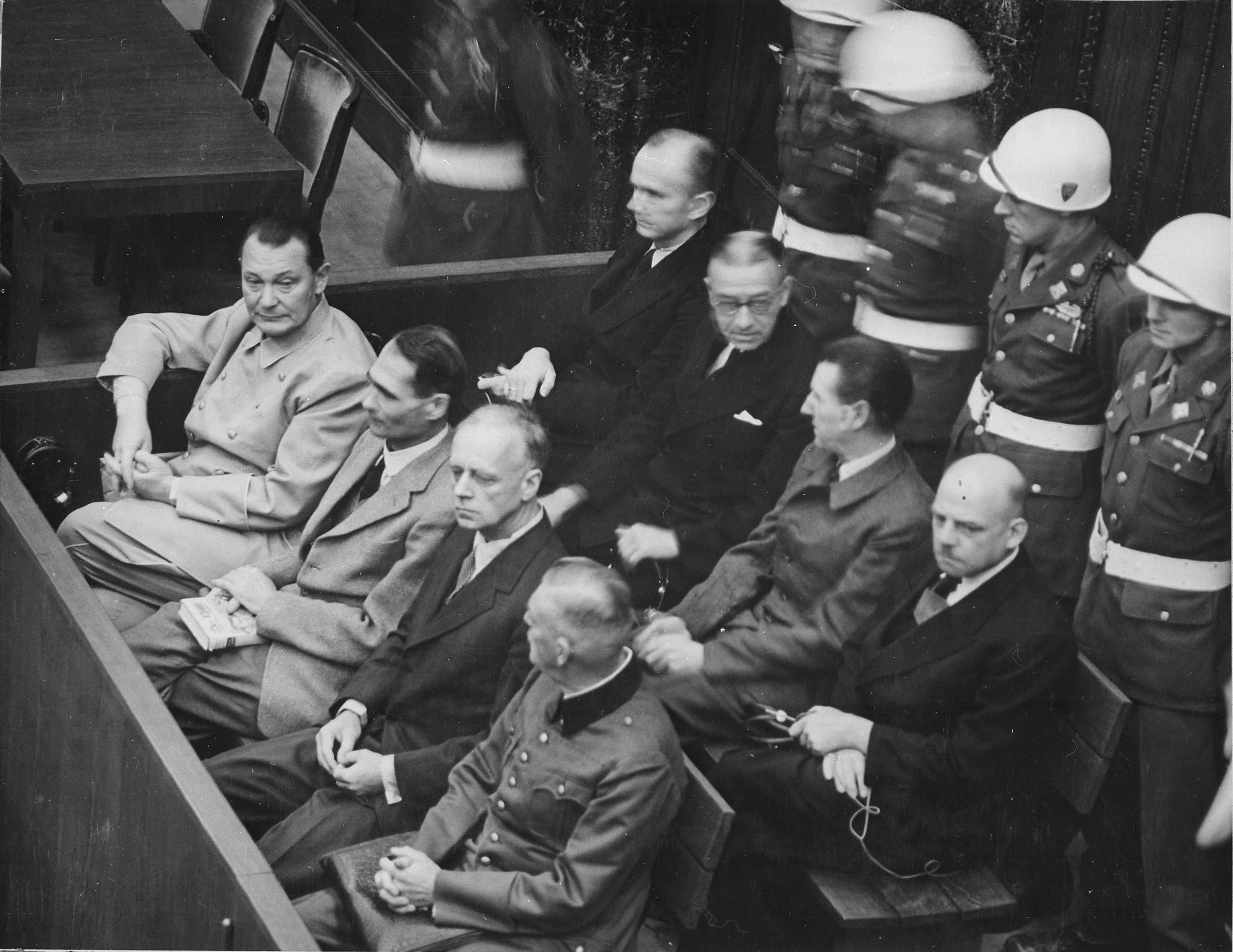
Göring, Heß, Ribbentrop i Keitel podczas procesu w Norymberdze

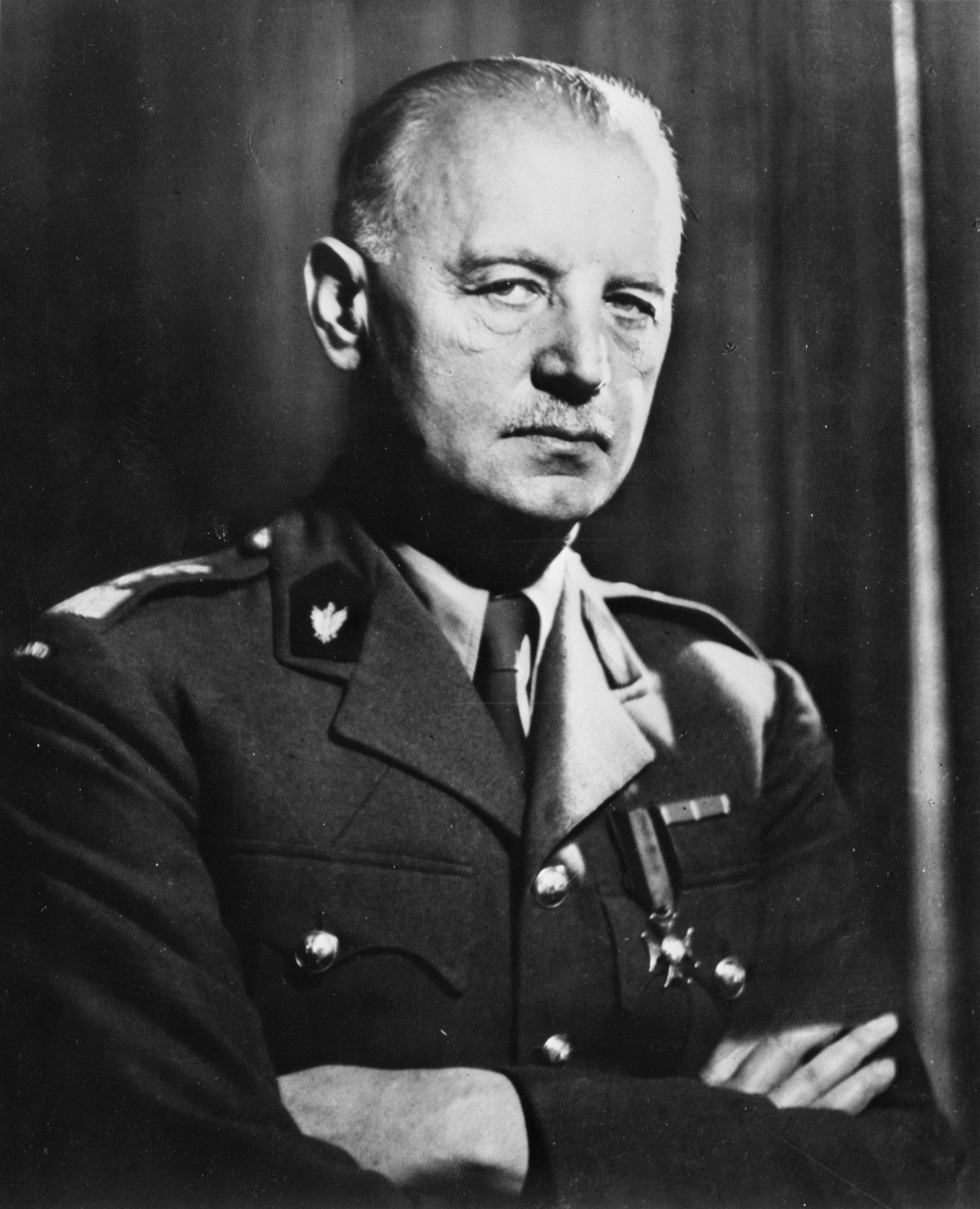
Generał Władysław Sikorski

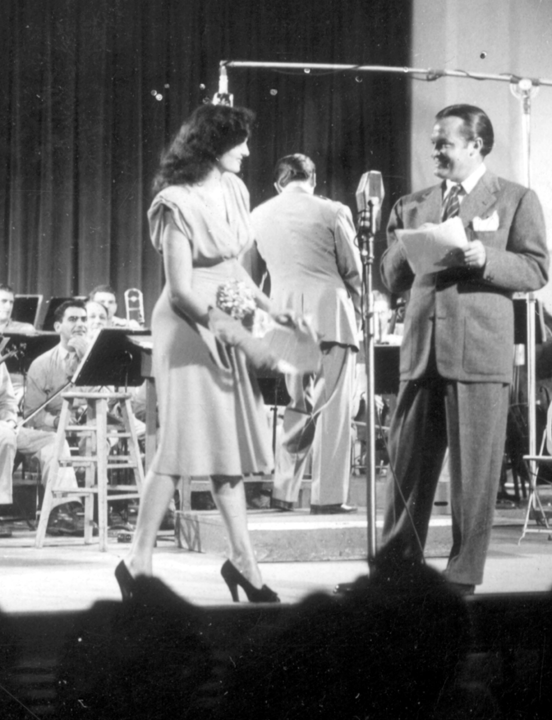
Jane Russell i Bob Hope podczas nagrania radiowego (1944)

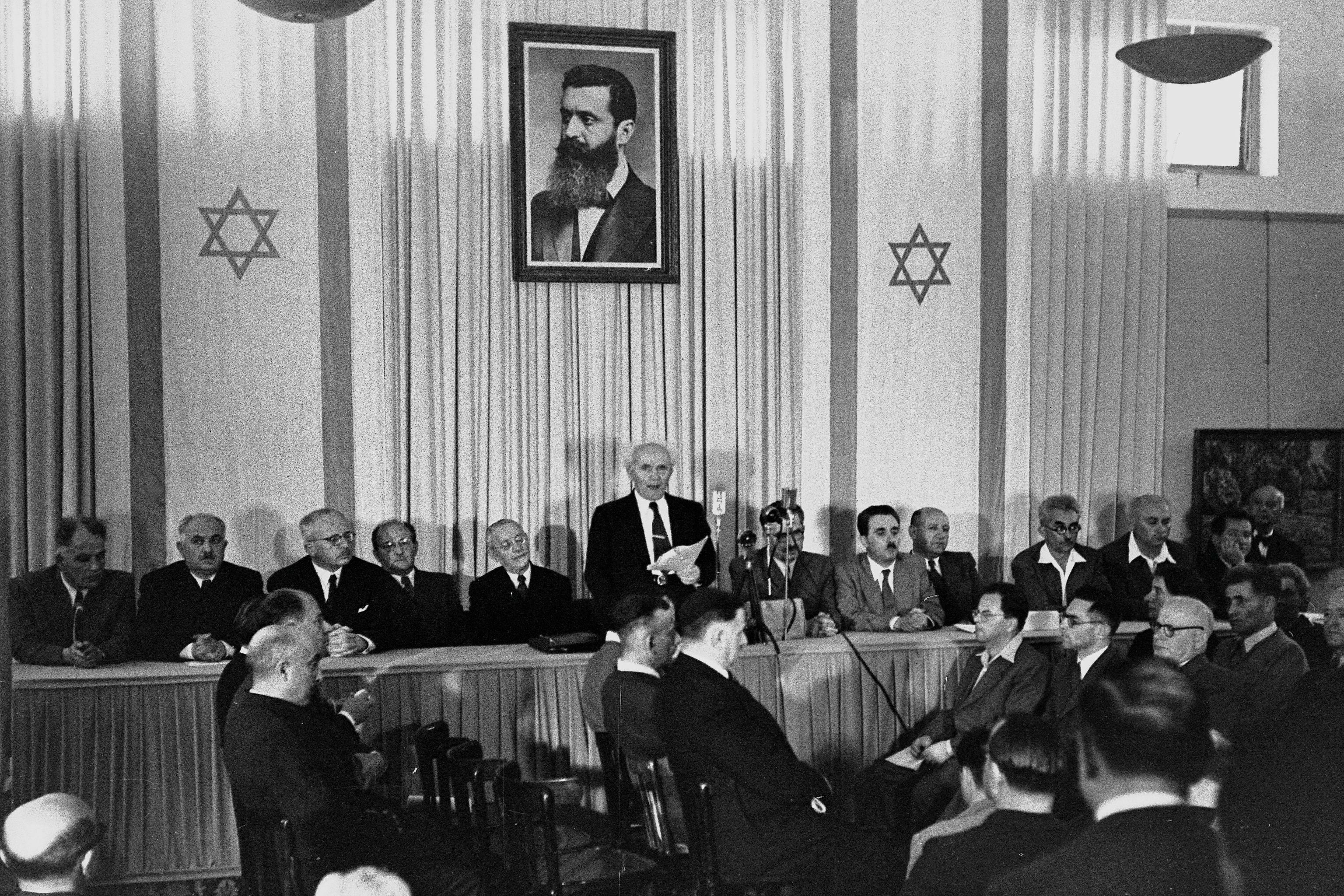
Proklamacja niepodległości Izraela

- II wojna światowa (kampania francuska, bitwa o Anglię, atak Niemiec na ZSRR, atak na Pearl Harbor, bitwa stalingradzka, lądowanie w Normandii, Powstanie warszawskie)
- Powstanie demokracji ludowej
- Zbrodnia katyńska
- Rzeź wołyńska
- Porajmos
- Szoa
- Represje ZSRR wobec Polaków i obywateli polskich
- Konferencja jałtańska
- Polski Komitet Wyzwolenia Narodowego
- Bitwa o Berlin; zwycięstwo wojsk sprzymierzonych, samobójstwo Adolfa Hitlera i kapitulacja III Rzeszy.
- Stany Zjednoczone mocarstwem jądrowym.
- Atak atomowy na Hiroszimę i Nagasaki
- Procesy norymberskie
- Wojna domowa w Grecji
- Początek zimnej wojny
- Plan Marshalla pozwolił Europie Zachodniej odbudować zniszczenia wojenne.
- blokada Berlina
- Zastosowanie na szerszą skalę antybiotyków w leczeniu zakażeń
- Uzyskanie niepodległości przez Indie i Pakistan
- Śmierć w zamachu Mahatmy Gandhiego
- Proklamacja niepodległości Izraela i początek I wojny izraelsko-arabskiej
- Proklamacja Chińskiej Republiki Ludowej
- ZSRR mocarstwem jądrowym
- Niemcy Zachodnie
- Niemcy Wschodnie
- Powołanie NATO

## Osoby

### Politycy i przywódcy
- Mahatma Gandhi
- Stefan Wyszyński
- Matka Teresa z Kalkuty
- Czang Kaj-szek
- Philippe Pétain
- Adolf Hitler
- Dawid Ben Gurion
- Benito Mussolini
- Francisco Franco
- cesarz Hirohito
- Papież Pius XII
- Józef Stalin
- Winston Churchill
- Clement Richard Attlee
- Franklin Delano Roosevelt
- Harry S. Truman
- Władysław Sikorski
- Władysław Raczkiewicz
- Władysław Anders
- Bolesław Bierut
- Edward Osóbka-Morawski
- Stanisław Maczek
- Tadeusz Bór-Komorowski

### Artyści
- Abbott i Costello
- Lauren Bacall
- Ingrid Bergman
- Humphrey Bogart
- Bracia Marx
- James Cagney
- Charlie Chaplin
- Bing Crosby
- Bette Davis
- Duke Ellington
- Clark Gable
- Judy Garland
- Cary Grant
- Katharine Hepburn
- Bob Hope
- Buster Keaton
- Frank Sinatra
- James Stewart
- Spencer Tracy
- John Wayne
- Orson Welles